# 一之瀨颯
一之瀨颯（日语：／ Ichinose Hayate，1997年4月8日—），是日本東京都出生的男演員，經紀公司為研音，身高179cm，血型為B型。
在2019年出演超級戰隊系列第43作騎士龍戰隊龍裝者，飾演「向 / 龍裝紅」。

## 簡介
畢業於位於八王子市的穎明館高級中學。
在2018年4月，青山學院大學參加開學典禮當天被星探挖掘。同年12月決定進入演藝圈並獲得《騎士龍戰隊龍裝者》的演出機會。。
在2019年3月播出的《騎士龍戰隊龍裝者》中，以主角「向 / 龍裝紅」正式演員出道。
2020年，初次演出大河劇《麒麟來了》，在劇中飾演足利義榮。

## 人物
最喜歡看電影、聽音樂。
特殊技能是打籃球、舞蹈。
從2019年3月17日開始，在「騎士龍戰隊龍裝者」中，飾演男主角「向 / 龍裝紅（配音）」 。

## 演藝經歷

### 電視劇
- 騎士龍戰隊龍裝者（2019年3月17日 - 2020年3月1日，朝日電視台）- 主演 向 / 龍裝紅（配音）[1][2]。
- 特搜9 season3 第9話（2020年7月15日，朝日電視台） - 吉井宏也
- 默默奉獻的灰姑娘 第7話 （2020年8月27日，富士電視台） - 織原未輝斗
- 麒麟來了 第25回 - 第28回（2020年9月27日 - 10月18日，NHK） - 足利義榮
- 這份愛要加熱嗎？ （2020年10月20日 - 12月22日，TBS） - 碓井陸斗
- 江戶小姐 第3話 - 最終話（2021年1月21日 - 3月11日，讀賣電視台・日本電視台） - 岩佐長兵衛
- 讚啦！光源氏 第二季（2021年6月7日 - 28日，NHK綜合） - 一条融
- Night Doctor  （2021年6月21日，富士電視台） - 根岸進次郎
- 派遣女醫X 第七季（2021年10月14日 - 12月16日，朝日電視台） - 蟻原涼平
- 東京，愛啦，戀啦（2021年12月29日・30日，東京電視台） - 松島初
- 小道消息 ＃她想知道真正的○○（2022年1月6日 - 3月17日，富士電視台） - 矢部涼介
- 鋼盔 第1話 - 第6話（2022年7月6日 - 8月10日，富士電視台） - 武藤一哉
- 遺留搜查 第7季 第7話（2022年8月25日，朝日電視台）- 杉崎涼介
- Get Ready!（2023年1月8日 - 3月12日，TBS）- 染谷慈恩
- 我竟然養起了小白臉（2023年3月29日 - 5月17日，TBS）- 竹之内宗一
- Halation Love（2023年8月5日 - 9月30日，朝日電視台）- 藤原昴
- 至愛之花 第2話 - 最終話 （2023年10月19日 - 12月21日，富士電視台）- 春木楓
- SHUT UP（2023年12月4日 - 2024年1月29日，東京電視台） - 鈴木悠馬
- Believe－為你架起的橋梁－（2024年4月25日 - 6月20日，朝日電視台）- 南雲大樹
- 若草物語 -戀愛姐妹與無法戀愛的我-（2024年10月6日 - 12月15日，日本電視台）：飾演 行城律
- 119緊急呼叫（2025年1月13日 - 3月31日，富士電視台）：飾演

### 網路劇
- 默默奉獻的灰姑娘 ANOTHER STORY 〜新人藥劑師 相原胡桃〜（2020年8月27日 - 9月24日，FOD） - 織原未輝斗
- 這份愛要加熱嗎？番外劇 （2020年10月20日 - 12月22日，Paravi）- 碓井陸斗

### 電影
- 超級戰隊系列系列 - 向 / 龍裝紅（配音）
  - 騎士龍戰隊龍裝者 THE MOVIE 時空穿梭！恐龍大恐慌!!（2019年7月26日，東映）[3]。
  - 騎士龍戰隊龍裝者VS魯邦連者VS巡邏連者（2020年2月8日，東映）[4]。
  - 騎士龍戰隊龍裝者 特別篇 Memory of Soulmate（2021年2月20日，東映）
  - 魔進戰隊煌輝者VS龍裝者（2021年4月29日，東映）

### 舞台
- 一個靈魂！釋放一條新的騎士龍！騎士龍戰隊龍裝者系列第四屆特別表演（2019.12-2020.01）
- 橫濱競技場Super Hero Festival假面騎士x超級戰隊LIVE＆SHOW 2020（2020.01.22）
- 羅索（G Rosso），最後一戰！這是我們的騎士道。騎士龍戰隊龍裝者系列5（2020.02-03）
- 騎士龍戰隊龍裝者Final Live Tour 2020（2020.03-04）
- 第一屆寫真集預發行活動（2020.03.21，03.22）

## 雜誌
- 「WiNK UP 3月号」2020.02.07
- 「TV LIFE」2020.01.29
- 「MYOJO 3月号」2020.01.22
- 「月刊ローチケ」2020.01.15
- 「リュウソウワールドへ行こう！騎士竜戦隊リュウソウジャーエンジョイブック」2019.11.20
- 「宇宙船 vol.166」2019.10.01
- 「HERO VISION VOL.73」2019.09.09
- 「HERO VISION VOL.73」2019.09.09
- 「騎士竜戦隊リュウソウジャーキャラクターブック～愛ソウル～」2019.09.07
- 「TV LIFE」2019.09.04
- 「東映ヒーローMAX vol.60」2019.09.02
- 「Audition blue PREMIUM」2019.08.29
- 「TV LIFE」2019.08.21
- 「マーガレット 18号」2019.08.20
- 「騎士竜戦隊リュウソウジャー キャラクターブック～愛ソウル～」2019.08.07
- 「CLUSTER」2019.08.01
- 「週刊ファミ通 8/15号」2019.08.01
- 「TV LIFE」2019.07.31
- 「女性セブン」2019.07.25
- 「週刊少年チャンピオン 33号」2019.07.18
- 「HERO VISION VOL.72」2019.06.07
- 「産経新聞 クリップ！」2019.06.02
- 「HERO VISION VOL.71」2019.03.07

## 寫真集
- 一ノ瀬颯ファースト写真集「Sa（颯）」

<東京> 3月21日（星期六）13：00-‬新宿商店
<大阪> 3月22日（星期日）11：30-Kinokuniya Grand Front大阪店　　

## 廣告
- BANDAI「變身之息DX龍裝變身」（2019）
- Prima Ham 「騎士龍戰隊龍裝者」（2019）

## 外部連結
- 官方网站
- 一之瀨颯 （页面存档备份，存于） - 研音內的個人資料
- 一之瀨颯的X（前Twitter）
- 一之瀨颯的Instagram帳戶
- 一之瀨颯在互联网电影资料库（IMDb）上的資料（英文）

| 前任： 伊藤明日陽 結木滉星 （快盜戰隊魯邦連者VS警察戰隊巡邏連者） | 日本超級戰隊系列紅色戰士演員 騎士龍戰隊龍裝者 2019年3月17日-2020年3月1日 | 繼任： 小宮璃央 （魔進戰隊煌輝者） |